# Nyland tartomány
Nyland (svédül „új föld”, finnül: Uusimaa, aminek ugyanaz a jelentése) Finnország egyik történelmi tartománya. Szomszédai: Egentliga Finland, Tavastland, Savolax és Karelen tartományok.
A történelmi Nyland tartomány a mai Dél-Finnország tartományra és egyes szomszédos területekre terjedt ki.
A 12. századtól kezdve Svédország része volt, majd 1809-től Finnország egészével együtt az Orosz Birodalomhoz tartozott.

## Címer
A címert 1560-ban, I. Vasa Gusztáv temetésekor kapta. A címeren grófi korona található, de ugyanez a korona-szimbólum Svédországban bárói koronát jelképez.